# Kislány, kutyával
A Kislány, kutyával Jókai Anna novellája. Először a Tiszatáj című folyóiratban jelent meg 1972-ben, majd a Szeretteink, szerelmeink című kötetben a Szépirodalmi Könyvkiadónál, 1973-ban.

## Cselekménye
|  | Alább a cselekmény részletei következnek! |

Erzsike erős testalkatú, vad kislány. Az édesanyjával lakik, leghűségesebb társa egy Szofi nevű kan kutya. Erzsi szigorúan neveli a kutyáját, amikor nem fogadta el az állat az új pórázát, akkor többször megverte, míg amikor a két lábon állást gyakoroltatta az ebbel, akkor napokig nem adott neki kaját, hogy engedelmességre bírja.
A novella közepe táján megjelenik Erzsike apja, akit gyűlöl a kislány, miután az időről időre hazatérve visszakönyörgi magát a családba, majd napokkal később egy újabb mozdítható értéket ellopva a szegény háztartásból a lóverseny-pálya felé veszi útját.
Most az apa a konyhaasztalnál ül és magához szólítja a lányát. Erzsike dacolva az apai szóval a kutya fasírtját kéri anyjától, mire kiderül, hogy az apa megette azt. Erre a kislány elkezd kiabálni, mire az apja a kutyát kezdi magához csalogatni.
A kutya előbb nem mer mozdulni, majd fittyet hányva gazdája parancsaira, a férfi lábához oson, és állát annak tenyerébe hajtja.

## Idézetek
„Erzsike gyűlölte ezt az embert. Pedig vér szerinti apja volt. És meg sem ütötte, soha. Sőt. Lágyan szólt hozzá, meg-megsimogatta a haját, ha Erzsike nem eléggé gyorsan kapta a fejét félre.

Inni sem ivott. A gyomra rögtön visszadobta.

– Nők sem – mondta az anyja egyszer a szomszédnak –, nők sincsenek az ügyben. És mégis…

Titkos betegségre panaszkodott, ami a belsejét megrontja: hol a vese, hol pedig a szív táján jelentkezik, és gennyes füldaganatban is megnyilvánul, időnként lázt okoz, roncsolja az ideget.
Ezért nem volt állandó munkahelye, csak étvágya. Ha éppen hazajött, mindig kitalált valami különlegeset: vajas kenyér porcukorral, tehéntúró borssal, szódával hígított, sűrített paradicsom.”
„– Erzsike – a férfi engedett a jókedvből –, édes, aranyos kislányom… tudom én, hogy haragusztok… tudom én, hogy haragszol… pedig én miattatok próbálkozom, nem úgy, mint más ember, aki belenyugszik, hogy örökké nyomorog a családja…”
„A kislány pedig odakünn megszokott mozdulattal rángatta az üres pórázt. Okos volt, tudta, úgyis vissza kell mennie, most már el sem bujdoshat, kutya nélkül.”